# Antoine Pierre Demours
Antoine Pierre Demours, född 16 december 1762, död 4 oktober 1836, var en fransk oftalmolog; son till Pierre Demours.
Demours var en av Frankrikes främsta ögonläkare i slutet av 1700- och början av 1800-talet. I hans läroböcker finns många nya och självständiga åsikter, medan han på andra punkter snarast står något efter sin tid. När han således vann stor berömmelse för sina irisoperationer, var det inte på grund av nya och bättre metoder, utan eftersom han var en framstående operatör och hade ett stort namn som Ludvig XVIII:s och Karl X:s ögonläkare.
Demours blev mest känd för sin rekommendation av Belladonna för utvidgning av pupillen vid sjukdomar och operationer. Det var emellertid inte hans uppfinning, utan den tyske ögonläkaren Karl Gustav Himlys. Den sistnämnde använde Hyoscyamus och när Demours använde Belladonna, som visade sig vara bättre än Hyoscyamus, var detta på grund av att en av Himlys elever, som översatte dennes skrift till franska, troligen av misstag, använde ordet Belladonna (i andra upplagan av översättningen är ordet Belladonna rättat).